# Zwitserland op het Eurovisiesongfestival 1992
Zwitserland nam deel aan het  Eurovisiesongfestival 1992, gehouden in Malmö, Zweden. Het was de 37ste deelname van het land.

## Selectieprocedure
Men koos ervoor om een nationale finale te houden. Deze vond plaats in Palazzo dei Congressi in Lugano, en werd gepresenteerd door  Alessandra Marchese.
Aan deze finale deden 9 acts mee en de winnaar werd bepaald door een jury bestaande uit muziekexperts en journalisten en 3 regionale jury's.
Op het einde van de puntentelling bleek Geraldine Olivier de meeste punten te hebben verzameld. Echter nadien bleek dat dit lied niet aan de voorwaarden voldeed, waardoor het gediskwalificeerd werd.
| Volgorde | Artiest           | Lied                             | Punten | Plaats |
| -------- | ----------------- | -------------------------------- | ------ | ------ |
| 1        | Philippe Roussel  | "Immer gewinnen kannst du nicht" | 35     | 4      |
| 2        | K. Loren          | "Un monde sans musique"          | 18     | 7      |
| 3        | Guido Bugmann     | "Heut' Nacht"                    | 12     | 9      |
| 4        | Renato Mascetti   | "Non sei più la mia bambina"     | 17     | 8      |
| 5        | Daisy Auvray      | "Mister Music Man"               | 45     | 2      |
| 6        | Daniel Stein      | "Es geht uns alle an"            | 11     | 10     |
| 7        | Mary              | "Vento da nord"                  | 33     | 5      |
| 8        | Michel Audrey     | "Marie-Blanche"                  | 38     | 3      |
| 9        | Mario D'Azzo      | "Apro le mani"                   | 30     | 6      |
| 10       | Geraldine Olivier | "Soleil, soleil"                 | 51     | 1      |

## In Malmö
Zwitserland moest als 13de aantreden op het festival, net na Finland en voor Luxemburg. Op het einde van de puntentelling bleek dat ze 32 punten hadden verzameld, wat goed was voor een 15de plaats.
Men ontving 1 keer het maximum van de punten.
Nederland en België hadden respectievelijk 5 en 0 punten over voor de Zwitserse inzending.

### Gekregen punten

#### Finale
| 12 punten | 10 punten             | 8 punten | 7 punten | 6 punten  |
| --------- | --------------------- | -------- | -------- | --------- |
| - IJsland | - Italië              |          |          |           |
| 5 punten  | 4 punten              | 3 punten | 2 punten | 1 punt    |
| - België  | - Verenigd Koninkrijk |          |          | - Ierland |

### Punten gegeven door Zwitserland

#### Finale
Punten gegeven in de finale:
| 12 punten | Frankrijk           |
| 10 punten | Griekenland         |
| 8 punten  | Verenigd Koninkrijk |
| 7 punten  | Italië              |
| 6 punten  | Ierland             |
| 5 punten  | Malta               |
| 4 punten  | Israël              |
| 3 punten  | IJsland             |
| 2 punten  | Cyprus              |
| 1 punt    | Nederland           |

1956 · 1957 · 1958 · 1959 · 1960 · 1961 · 1962 · 1963 · 1964 · 1965 · 1966 · 1967 · 1968 · 1969 · 1970 · 1971 · 1972 · 1973 · 1974 · 1975 · 1976 · 1977 · 1978 · 1979 · 1980 · 1981 · 1982 · 1983 · 1984 · 1985 · 1986 · 1987 · 1988 · 1989 · 1990 · 1991 · 1992 · 1993 · 1994 · 1995 · 1996 · 1997 · 1998 · 1999 · 2000 · 2001 · 2002 · 2003 · 2004 · 2005 · 2006 · 2007 · 2008 · 2009 · 2010 · 2011 · 2012 · 2013 · 2014 · 2015 · 2016 · 2017 · 2018 · 2019 · 2020 · 2021 · 2022 · 2023 · 2024 · 2025